# Dara McAnulty
Dara McAnulty (né en 2004) est un jeune irlandais porteur de troubles du spectre de l'autisme (TSA), devenu à l'adolescence naturaliste, écrivain et militant environnemental,. Il est le plus jeune auteur jamais sélectionné pour le prix Wainwright, pour UK Nature Writing, et il a remporté le prix 2020.

## Enfance, éducation
Sa mère et ses frères et sœurs sont autistes, seul son père ne l'est pas. 
Sa famille a vécu à Belfast, puis à Castlewellan en Irlande du Nord où il souffre de brimades subies à l'école, puis d'un déménagement qui l'éloignera des milieux naturels où il s'émerveille et se rassure. 
Il indique que petit enfant à Belfast, dans un environnement urbain apparemment stérile, il observait déjà les petits détails du vivant dans la ville, et les considéraient comme des trésors. Après qu'on lui ait parlé à l'école, quand il était très jeune, d'une réintroduction de rapaces en Irlande, il a passé la journée à regarder le ciel. Plus il grandissait, plus l'observation de la complexité de la nature et de ses processus le remplissait de joie explique-t-il. 
Il avait du mal à communiquer oralement avec les autres, mais il éprouvait le besoin de partager ce qu'il ressentait, ce qu'il pouvait faire via l'écriture, aussi a-t-il créé un blog à l'âge de 12 ans. À 14 ans, il se sent dévasté à l'annonce d'un déménagement qui lui fera traverser le pays d'ouest en est, ce qui l'incitera à écrire et décrire dans un journal ce qu'il ressent. Il le fait avec une écriture dont le rythme évoque celui de poètes qu'il apprécie (en 2020, il explique particulièrement apprécier la poésie de Laurie Lee et plus encore de Seamus Heaney lorsqu'ils décrivent respectivement la beauté de la nature et des paysages anglais et irlandais.
« J'ai le cœur d'un naturaliste, la tête d'un scientifique potentiel et les os de quelqu'un qui est déjà fatigué par l'apathie et la destruction exercées contre le monde naturel », écrit-il à l'adolescence.
Dans l'édition 2019 du document State of Nature de la Royal Society for the Protection of Birds, il est interrogé parmi 12 autres adolescent(e), toutes et tous jeunes naturalistes et présenté(e)s comme « les plus passionnés et les plus engagés du Royaume-Uni », à propos de comment les jeunes perçoivent un avenir où ils devraient vivre dans un monde appauvri en nature et sur ce que la nature signifie pour eux. alors âgé de 15 ans, Dara McAnulty  dit : « La nature est le système qui supporte notre vie. En tant qu'adolescent autiste, la nature m'a fourni un espace sûr dans lequel je peux ramper, me ressourcer et me permettre de murir ».

## Œuvre écrite
Son premier livre (Diary of a Young Naturalist, 228 pages), paru en mai 2020, raconte ce qu'il explique être le tournant de sa quatorzième année,. L'auteur y décrit l'intensité des liens qu'il a tissé avec le monde naturel en tant qu'adolescent autiste. Ce journal d'un jeune naturaliste couvre une période de 12 mois, entre deux équinoxe de fin d'hiver. Cette période est selon l'auteur le moment de l'adolescence où il était entre l'enfance et l'âge adulte. 

Hannah Fleming, de l'Université de Glasgow commente ce livre en notant qu'alors que Greta Thunberg, alors âgée de 15 ans, s'asseyait pour la 1re fois pour manifester pacifiquement devant le parlement suédois avec un panneau exigeant que des mesures soient prises pour entraver la crise climatique, la veille, Dara McAnulty (alors âgé de 14 ans) s'émerveillait devant quelque chose "de tout à fait beau" : un nid. Dara McAnulty explique dans son journal qu'il l'a transporté, s'émerveillant de sa complexité, avant de décider à contrecœur de le reposer sur le sol forestier afin qu'il serve potentiellement d'abri et de source de nourriture pour une araignée.

Sur le site du journal The Lancet, Rachel Clarke (médecin et auteur de Dear Life: A Doctor’s Story of Love and Loss, le comparant à la poésie de Dylan Thomas mais sous forme de prose, décrit son livre/journal comme « un torrent de ferveur pure et sans intermédiaire (...) une combinaison de journal de la nature, d'histoire de passage à l'âge adulte et d'un portrait profondément affectueux d'une famille «aussi proche que des loutres et blottie ensemble» ». 

Dara McAnulty, autiste, décrit aussi le traumatisme des intimidations subies dans son ancienne école, et le bouleversement du déménagement de la famille ainsi que les consolations et l'apaisement qu'il a pu trouver en observant et aimant la nature ou plutôt "en s'y abandonnant corps et âme" (« ma tête est assez agitée la plupart du temps, et regarder les daphnies, les coléoptères, les patineurs d'étang et les nymphes de libellules est un médicament pour ce cerveau hyperactif » écrit-il). Rachel Clarke dit avoir gardé de cette lecture des images poétiques, magnifiques et inoubliables, portées par des « phrases courent, rugissent et débordent de joie alors qu'il décrit des chenilles «se déplaçant comme des accordéons au ralenti», une anémone des bois «exposée à l'air comme un sort oublié » ». 
Dara McAnulty a aussi écrit pour The Big Issue et The Guardian. 

## Autres médias
Dara McAnulty a été invité à se présenter à la radio (BBC Radio Ulster), et est apparu sur BBC Springwatch et BBC Countryfile. 
Il a également écrit et parlé pour BBC Radio Four, et Tweet of The Day

## Reconnaissance et récompenses
Dara McAnulty, à peine publié est cité en 2019 par J. Hoffman (2019) dans son livre Irreplaceable: The fight to save our wild places (Irremplaçable : la lutte pour sauver nos lieux sauvages). 
Il est aussi le plus jeune récipiendaire de la médaille de la Royal Society for the Protection of Birds. 
En 2020, il a remporté le prix Wainwright (pour l'écriture sur la nature au Royaume-Uni), après avoir été le plus jeune auteur à être sélectionné pour le prix.
Il est aussi le plus jeune auteur à figurer sur la longue liste des prétendants au prix Baillie Gifford 2020 pour un essai, et pour la liste restreinte des prix des lecteurs 2020 Books Are My Bag.
En 2018, Dara McAnulty est cité dans Points of Light par le Premier ministre britannique pour son travail de (re-)connexion des jeunes à la Nature. 

### Protection de la Nature
Dara McAnulty est un militant de la cause environnementale.
Il participe à la « People's Walk for Wildlife » (Marche populaire pour la faune), organisée par le naturaliste Chris Packham connu au Royaume-Uni pour ses émissions sur la Nature à la télévision. 
Sa campagne contre la persécution des rapaces et au sujet de l'effondrement de biodiversité lui a valu la médaille RSPB pour la conservation de la nature (en 2019, ce prix avait été précédemment remporté par Sir David Attenborough).

### Vidéographie
- Annonce par Julia Bradbury (directrice du jury littéraire) à Dara McAnulty, de la désignation de son livre comme meilleur livre de l'année en termes de littérature sur la nature, récompensé par le prix Wainwright Prize, puis discussion entre eux (10 septembre 2020)
- Nature's Keepers: Dara McAnulty , Présentation de l'auteur et de son livre par lui-même ; 11 nov. 2019
- Creative Ireland, « A Note for Nature (D. McAnulty lit l'un de ses textes) – RTÉ One », 26 décembre 2022 (consulté le 4 décembre 2024)